# Chiloplatys lucens
Chiloplatys lucens là một loài tò vò trong họ Ichneumonidae.